# كوبا ساباتيني 2021
كوبا ساباتيني 2021 (بالإيطالية: Coppa Sabatini 2021)‏ هو سباق دراجات هوائية، وهو الموسم رقم 69 من كوبا ساباتيني، وأقيم في 16 سبتمبر 2021، وامتدّ لمسافة 210.8 كيلومتر، وهو أحد سباقات سلسلة سباقات الاتحاد الدولي للدراجات للمحترفين 2021.
فاز بالمركز الأول مايكل فالغرين، وبالمركز الثاني سوني كولبريلي، وبالمركز الثالث Mathieu Burgaudeau ‏.

## الفرق
| فرق عالمية (7)- UAE Team Emirates - Astana-Premier Tech - Bahrain Victorious - EF Education-Nippo - Intermarché-Wanty-Gobert Matériaux - Movistar Team - Ineos Grenadiers فرق برو (8)- 2021 أندروني جوكاتولي-سيدرمك ‏ - Bardiani CSF Faizanè - فريق إيولو كوميت لركوب الدراجات 2021 ‏ - أوسكالتيل أوسكادي 2021 ‏ - غازبروم روسفيلو 2021 ‏ - TotalEnergies - 2021 ويلير تريستينا-سيل إيطاليا ‏ - برجس بي إتش 2021 ‏ فرق قارية (2)- D'Amico–UM Tools ‏ - MG.K vis Colors for Peace ‏ فريق وطني- فريق إيطاليا لركوب الدراجات للرجال 2021 ‏ |  |
| |  |

## التصنيف العام النهائي
| التصنيف العام         | التصنيف العام       | التصنيف العام    | التصنيف العام                      | التصنيف العام |
| العداء                | العداء              | البلد            | الفريق                             | الوقت         |
| --------------------- | ------------------- | ---------------- | ---------------------------------- | ------------- |
| 1                     | مايكل فالغرين       | الدنمارك         | EF Education-Nippo                 | 5 س 14 د 20 ث |
| 2                     | سوني كولبريلي       | إيطاليا          | Bahrain Victorious                 | + 3 ث         |
| 3                     | Mathieu Burgaudeau ‏ | فرنسا            | TotalEnergies                      | + 6 ث         |
| 4                     | فيليبو بارونسيني    | إيطاليا          | إيطاليا                            | + 9 ث         |
| 5                     | لورينزو روتا        | إيطاليا          | Intermarché-Wanty-Gobert Matériaux | + 11 ث        |
| 6                     | نيلسون بوولس        | الولايات المتحدة | EF Education-Nippo                 | + 17 ث        |
| 7                     | جياني موسكون        | إيطاليا          | Ineos Grenadiers                   | + 33 ث        |
| 8                     | أنطونيو بيدرو       | إسبانيا          | موفيستار                           | + 40 ث        |
| 9                     | Ander Okamika ‏      | إسبانيا          | Burgos-BH                          | + 1 د 25 ث    |
| 10                    | روبن جيريرو         | البرتغال         | EF Education-Nippo                 | + 1 د 31 ث    |
| مصدر: ProCyclingStats |                     |                  |                                    |               |

## وصلات خارجية
- الموقع الرسمي
- لمحة عن سباق كوبا ساباتيني 2021 على موقع  ProCyclingStats   (برو  سايكلنج  ستاتس) - إحصاءات  محترفي  الدراجات.
- كوبا ساباتيني 2021 على موقع إحصائيات الدراجات الإحترافية (الإنجليزية)